# جایزه قلم نابوکوف
جایزه قلم/ناباکف برای دستاورد در ادبیات بین‌المللی سالانه توسط انجمن قلم آمریکا (PEN American Center) به نویسندگان، به ویژه رمان نویسانی تعلق می‌گیرد که «آثارشان تا اندازه‌ای شکوه چند جانبه ناباکف و تعهد به ادبیات، تطبیق‌پذیری با پیرامون، بیان عمیق حقایق و در عین حال لذت از خواندن— آنچه ناباکف آن را 'لرزش وصف ناپذیر ستون فقرات' می‌نامید، را در خود داشته باشند.» برنده در سال ۲۰۱۶، پنجاه هزار دلار دریافت می‌کند. تأمین مالی این جایزه بر عهده بنیاد ولادیمیر ناباکف (Vladimir Nabokov Foundation) می‌باشد که توسط دیمیتری ناباکف (Dmitri Nabokov) تأسیس شده است؛ و به عنوان یکی از معتبرترین جوایز قلم شناخته شده است.
در سال ۲۰۱۶ پس از هشت سال وقفه جایزه با اعمال تغییراتی، دوباره مورد توجه قرار گرفت. مبلغ جایزه از ۲۰٬۰۰۰ دلار به ۵۰٬۰۰۰ دلار آمریکا، افزایش یافته بود؛ و نام آن از جایزه داستانی قلم/ناباکف به جایزه قلم/ناباکف برای دستاورد بین‌المللی ادبیات، تغییر یافته بود. از دیگر تغییرات این بود که جایزه به نویسندگانی اهدا می‌شود که متولد یا مقیم کشور دیگری غیر از آمریکا باشند. جایزه «ناباکف» به کتاب‌های نوشته یا ترجمه شده به زبان انگلیسی تعلق خواهد گرفت؛ به این معنی برندگان جوایزGass ،Roth ،Ozic واجد شرایط برایدریافت این جایزه نیستند.
این جایزه یکی از بسیار جوایز قلم است که از طرف بین‌المللی قلم حمایت شده و بیش از ۱۴۵ مرکز قلم در سراسر جهان به آن وابسته‌اند. جوایز انجمن قلم آمریکا یکی از «عمده» جوایز ادبی آمریکا است.

## برندگان جایزه
- ۲۰۰۰ William H. Gass[۴]
- ۲۰۰۲ ماریو وارگاس یوسا[۵]
- ۲۰۰۴ طرقه گالانت[۶]
- ۲۰۰۶ فیلیپ راث[۷][۸]
- ۲۰۰۸ سینتیا Ozick[۹]

## یادداشت
1. ↑  PEN/Nabokov Award بایگانی‌شده  در ۱۷ مه ۲۰۰۸ توسط Wayback Machine, official website.
2. ↑  Philip Roth (1995). When She Was Good. Vintage.
3. ↑  Alfred Bendixen (2005). "Literary Prizes and Awards". The Continuum Encyclopedia of American Literature. Continuum International Publishing Group. p. 689.
4. ↑  LAWRENCE VAN GELDER (May 15, 2000). "This Week". New York Times. Retrieved August 28, 2012.
5. ↑  LAWRENCE VAN GELDER (May 2, 2002). "Footlights". New York Times. Retrieved August 28, 2012.
6. ↑  LAWRENCE VAN GELDER (May 3, 2004). "ARTS BRIEFING". New York Times. Retrieved August 28, 2012.
7. ↑  "2006 PEN/Nabokov Award". pen.org. Retrieved August 1, 2014.
8. ↑  LAWRENCE VAN GELDER (May 3, 2006). "Arts, Briefly". New York Times. Retrieved August 28, 2012.
9. ↑  "2008 PEN/Nabokov Award". pen.org. Retrieved August 1, 2014.